# Astat
Astat är ett halvmetalliskt radioaktivt grundämne som tillhör gruppen halogener. Astats enda naturligt förekommande isotop är radioaktiv, med kort halveringstid på 8,1 timmar. Den totala massan av all astat som finns på jorden uppskattas till mellan några hundra milligram och 30 gram. Tillsammans med Francium gör detta astat till det mest sällsynta grundämnet som förekommer naturligt på jorden.
Namnet astat kommer ifrån det grekiska ordet αστατος (astatos, som betyder "instabil"). 

## Upptäckt
Astat framställdes först 1940 i en kärnreaktion. Forskarteamet som först framställde astat bestod av Dale R. Corson, K. R. MacKenzie och Emilio Segré vid University of California, Berkeley. Det började med att Segré pekade ut ett tomrum i periodiska systemet vid atomnummer 85. Han konstaterade att man skulle kunna framställa en kärna med atomnummer 85 genom att addera en ɑ-partikel till en kärna av vismut. Nästa dag bombarderade Corson en bit vismut med 32 MeV ɑ-partiklar under en kort tid. Efteråt sattes den i en joniseringskammare kopplad till en förstärkare. Ett oscilloskop som var kopplat till förstärkaren kunde uppvisa stora pulser, som är karaktäristiska för ɑ-partiklar. Corson insåg att det var av intresse och tog hjälp av MacKenzie för att identifiera de radioaktiva ämnena som bildats. De kunde observera många olika typer av strålning, bland annat ɑ-partiklar, röntgenstrålning och gammastrålning. Efter att ha gjort fler experiment kom de fram till rätt sönderfallsserier. De hade beskjutit 209Bi med ɑ-partiklar så att 211At och två neutroner bildades. Isotopen som bildades hade en halveringstid på 7,5 timmar, och kunde sönderfalla på två sätt. Båda sönderfallsserierna slutade med 207Pb. Corson, MacKenzie och Segré valde att ge namnet astat (som betyder "instabil") till det nya grundämnet, eftersom även de övriga halogenerna har namn som säger något om ämnets egenskaper.

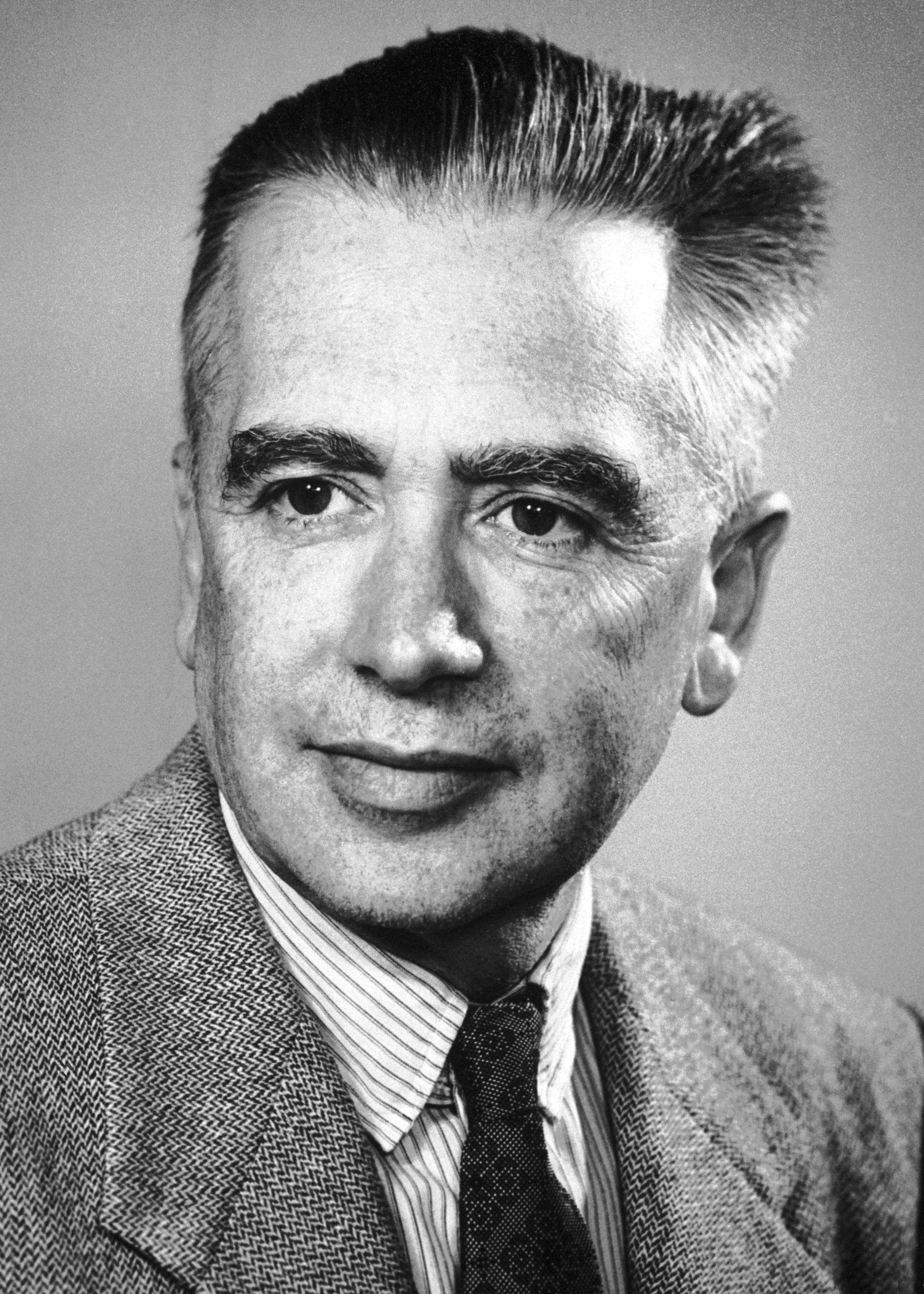
Emilio Segré, en av upptäckarna av astat

## Egenskaper
Efter att ha framställt astat undersökte Dale R. Corson dess egenskaper tillsammans med J. G. Hamilton. De injicerade astat i marsvin för att sedan undersöka prov från djurens vävnader. Det visade sig att grundämnet hade ansamlats i sköldkörteln, precis som jod skulle ha gjort. Astat uppvisar alltså stora likheter med jod, såväl som med övriga halogener. Det kan förekomma i oxidationsstadierna -I, 0 och +V, och det bildar precis som de andra halogenerna negativa joner, i det här fallet astatidjoner At-. Med silver kan det bilda det svårlösliga saltet silverastatid AgAt och under reagens med andra halogener, t.ex. jod, kan det bilda interhalogenföreningar som exempelvis AtI. Eftersom astat är en halvmetall har den även likartade egenskaper med andra metaller, särskilt dess grannar polonium och vismut i periodiska systemet. På grund av att vägbara mängder astat inte har framställts är dock dess fullständiga kemiska och fysikaliska egenskaper ännu okända.

## Isotoper
24 isotoper av astat är idag kända. De har masstal mellan 196 och 219 och alla är radioaktiva. Den mest stabila isotopen är astat-210, som har en halveringstid på 8,1 timmar.

## Användning
Trots att astat har en så kort halveringstid studeras dess användning i strålningsterapi mot cancer. Det svåra är att utveckla en apparat som sjukvården kan använda för att generera ämnet efter behov. Anledningen till att man vill använda astat i vid behandling av cancer är att isotopen astat-211, till skillnad från jod-131 som idag används flitigt i sjukvården, kan utstråla ɑ-partiklar inom ett mycket begränsat område. Det gör att kringliggande vävnader runt en cancertumör inte behöver skadas vid strålningsterapi. Ett hinder är dock att framställningen av astat-211 är begränsad. Problemet med produktionen är att det vid syntes av astat-211 även kan bildas astat-210, vilket sedan sönderfaller i polonium-210 som har en halveringstid på 138,4 dagar.